# Tsikirityzanger
De tsikirityzanger (Nesillas typica) is een zangvogel uit de familie Acrocephalidae (rietzangers). 

## Verspreiding en leefgebied
Deze soort komt voor op Madagaskar en de Comoren en telt vier ondersoorten:
- N. t. moheliensis: Mohéli (Comoren).
- N. t. obscura: westelijk Madagaskar.
- N. t. ellisii: noordelijk en noordoostelijk Madagascar.
- N. t. typica: oostelijk, centraal en zuidelijk Madagaskar.